# Тузі (Терджольський муніципалітет)
Тузі (груз. თუზი) — село в Грузії.
За даними перепису населення 2014 року в селі проживає 1060 осіб.